# 신사이바시

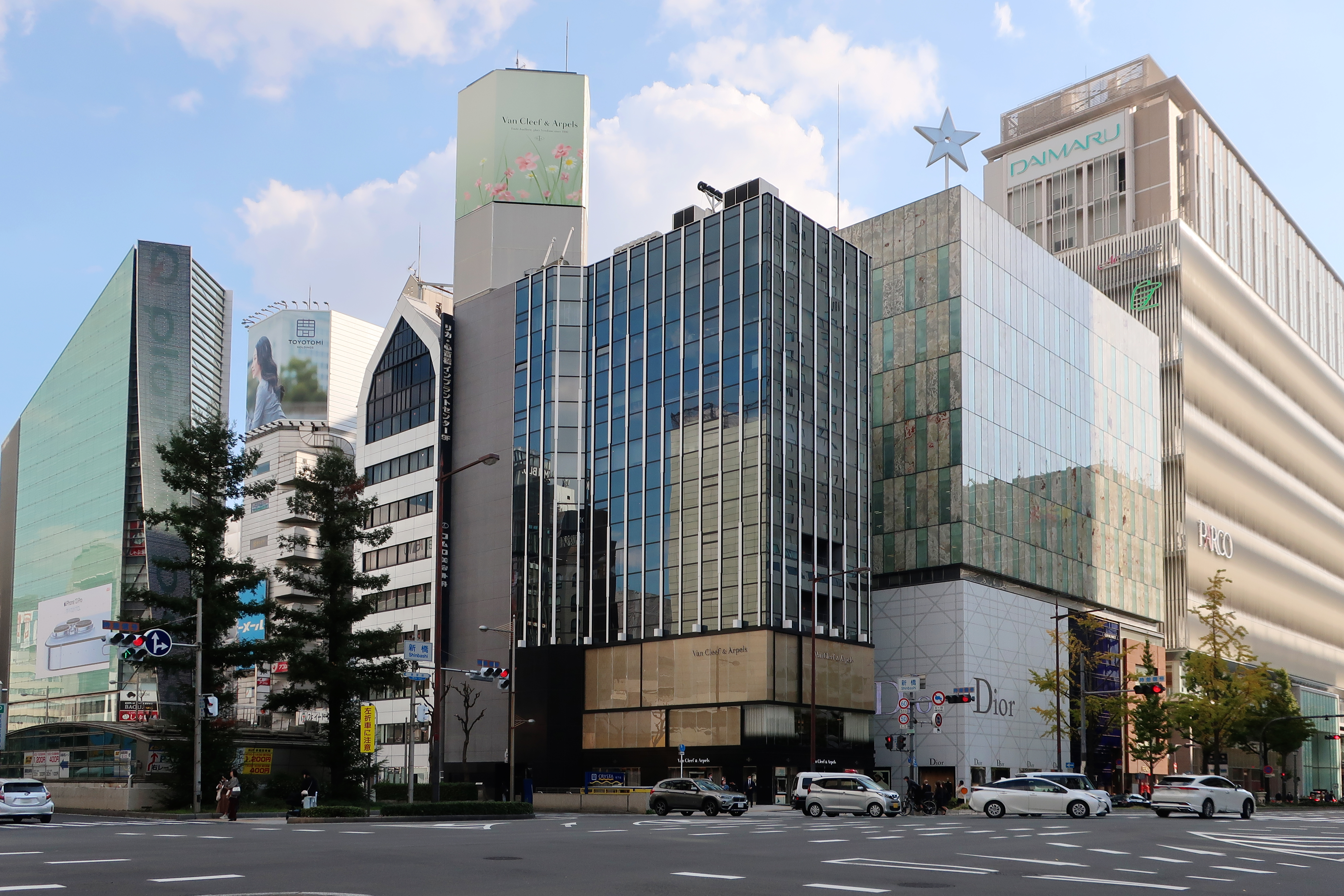
신사이바시

신사이바시(일본어: 心斎橋)는 일본 오사카부 오사카시 주오구의 번화가이다. 과거 존재했던 나가호리 강에 걸려 있던 다리를 의미하기도 한다. 오사카에서 땅값이 가장 비싼 미도스지 거리가 있으며, 신사이바시에는 각종 세계적인 명품 브랜드 플래그십 스토어들이 밀집되어 있다.